# Motionflow
Motionflow ist eine von Sony entwickelte Technik zur Erhöhung der Bewegungsschärfe von Bewegtbildern, ähnlich der Technik Digital Natural Motion (Philips). Hierbei werden zwischen den Einzelbildern künstliche Zwischenbilder errechnet. Eine Filmsequenz mit 24 Bildern pro Sekunde kann so auf bis zu 120 Bilder pro Sekunde gerechnet werden. Die einzelnen Bilder stellen keineswegs eine einfache Überblendung oder gar nur Wiederholung dar. Stattdessen werden mittels aufwendiger Bewegungskompensationsalgorithmen die Bewegungsvektoren einzelner Objekte im Bewegtbild interpoliert. Das Ergebnis ist eine weichere/flüssigere Darstellung von Bewegungen und Kamerafahrten. Davon profitiert insbesondere solches Material, das mit niedrigen Bildraten aufgenommen wurde (bspw. Kinofilme).